# صابون مصنوع من جثث بشرية

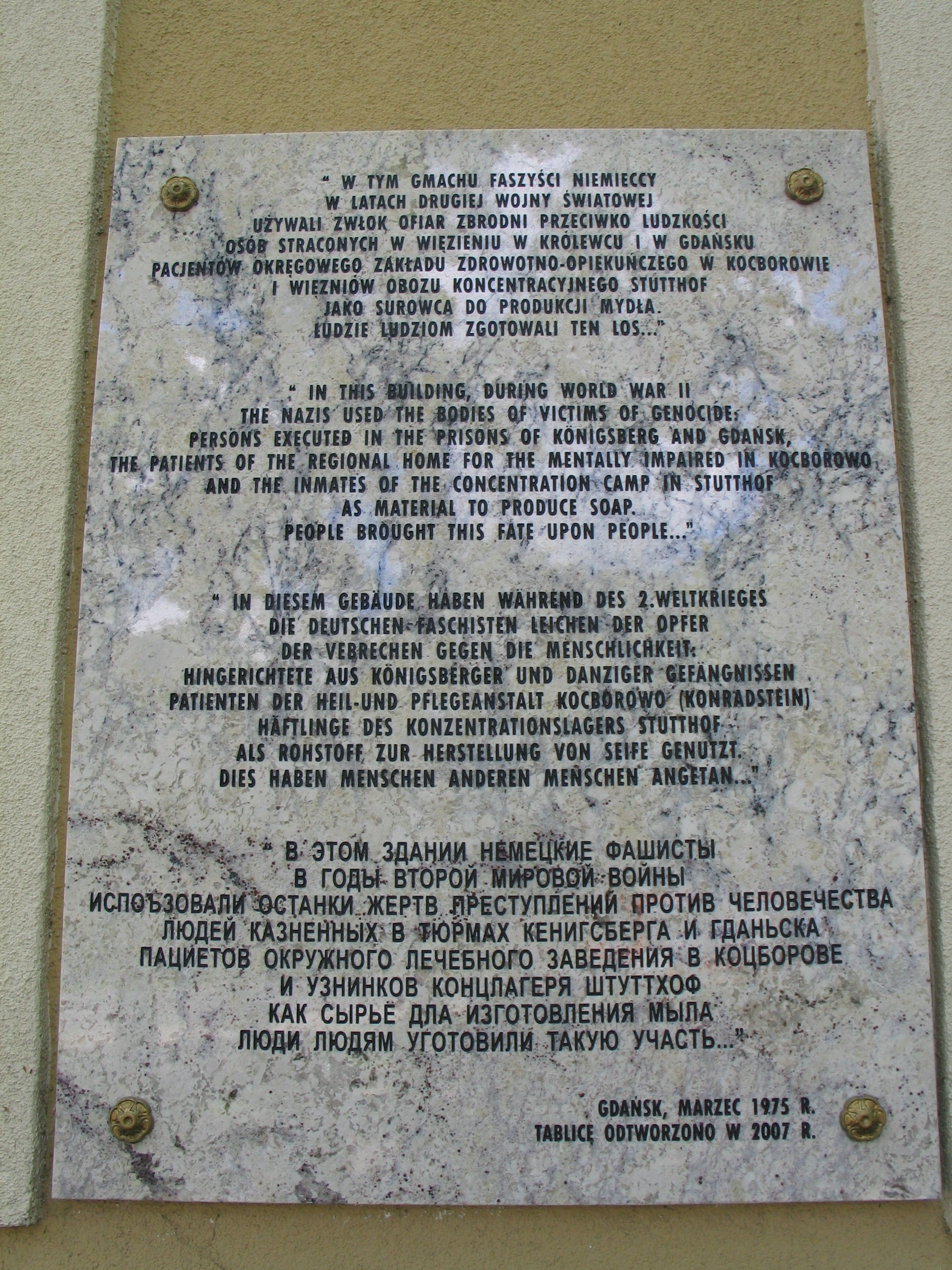

خلال القرن العشرين، كانت هناك إدعائات مختلفة لصابون مصنوع من دهون جسم الإنسان. خلال الحرب العالمية الأولى، زُعم في الصحافة البريطانية أن ألمانيا كان لديها مصنع للجثث استخدموا فيه جثث جنودهم لصنع الجلسرين والصابون. خلال الحرب العالمية الثانية كان يعتقد أن الصابون كان يتم إنتاجه بكميات كبيرة من أجساد ضحايا معسكرات الاعتقال النازية الموجودة في بولندا المحتلة من قبل ألمانيا. خلال تجارب نورمبرغ قدمت أدلة أظهرت أن الباحثين الألمان قد طوروا عملية مكنتهم من إنتاج الصابون المصنوع من الدهون البشرية.  ذكر ياد فاشيم أن النازيين لم ينتجوا الصابون بالدهون التي تم استخراجها من الجثث اليهودية على نطاق صناعي، قائلين إن النازيين ربما أرهبو سجناء المعسكر عن طريق تعميم الشائعات التي ادعوا فيها أنهم قادرون على استخراج الدهون من الجثث البشرية، وتحويلها إلى صابون وإنتاجها بكميات كبيرة وتوزيعها.  

## التاريخ

### 1786
في عام 1780، تم إغلاق مقبرة في باريس بسبب الاستخدام المفرط. في عام 1786، تم استخراج الجثث ونقل العظام إلى سراديب الموتى. العديد من الجثث كانت متحللة بشكل غير كامل وانخفضت إلى رواسب الدهون. خلال عملية استخراج الجثث، تم جمع هذه الدهون وتحويلها لاحقًا إلى شموع وصابون.

### الحرب العالمية الأولى
الادعاء بأن الألمان استخدموا الدهون من الجثث البشرية لصنع منتجات، بما في ذلك الصابون، تم تقديمه خلال الحرب العالمية الأولى. يبدو أن هذا نشأ كإشاعة بين الجنود البريطانيين والبلجيكيين. أول إشارة مسجلة كانت في عام 1915 عندما لاحظت سينثيا أسكويث في مذكراتها (16 يونيو 1915): «ناقشنا الإشاعة بأن الألمان يستخدمون حتى جثثهم عن طريق تحويلهم إلى غليسيرين مع المنتج الثانوي للصابون». أصبحت قصة دولية رئيسية عندما ذكرت صحيفة التايمز اللندنية في أبريل 1917 أن الألمان قد اعترفوا بتسليم جثث جنودهم القتلى للدهون لصنع الصابون ومنتجات أخرى.

### الحرب العالمية الثانية
أنتشرت شائعات بأن النازيين أنتجوا صابونًا من أجساد سجناء محتشدات الاعتقال على نطاق واسع خلال الحرب. عانت ألمانيا من نقص الدهون خلال الحرب العالمية الثانية، وتم وضع إنتاج الصابون تحت سيطرة الحكومة. قد تكون شائعات «الصابون البشري» قد نشأت من قضبان الصابون التي تم تمييزها بالأحرف الأولى RIF، والتي تم تفسيرها من قبل البعض على أنها Rein-Judisches-Fett («الدهون اليهودية الصرفة»)؛ في الخط بلاك ليترالألماني، الفرق بين I و J هو فقط في الطول. وفقا للمركز الوطني لتزويد الدهون الصناعية"، الوكالة الحكومية الألمانية المسؤولة عن إنتاج وتوزيع الصابون ومنتجات الغسيل في زمن الحرب). كان صابون RIF منتجًا بديلاً رديء الجودة لا يحتوي على أي دهون على الإطلاق، سواء كان بشريًا أم لا. انتشرت الشائعات حول أصول ومعنى "RIF«في معسكرات الاعتقال نفسها. يصف نفتالي كارشر في كتابه» الانفرادي في الاضطرابات العنيفة : خمس سنوات كسجين حرب في شرق بروسيا«، سنوات أسره بأنه أسير يهودي بولندي. يكتب المؤلف عن قطع صابون رمادية مستطيلة منخفضة الجودة تلقاها هو وغيره من أسرى الحرب بالحروف»RIF" المنقوشة. عندما اشتكى أحد أسرى الحرب من الصابون المنخفض الرغوة الناعم سيدة الأسرة [من؟] أجاب أنها مصنوعة من " Rein Judisches Fett «(الدهون اليهودية الصرفة)، عندما سئلت» من الدهون البشرية؟ «، أجابت» لا، فقط يهود «. تم تضمين نسخة من القصة في الكتاب الأسود الكامل لليهود الروس، وهي واحدة من أقدم مجموعات الحسابات المباشرة للهولوكوست، والتي جمعها الكتاب السوفييت إيليا إهرينبرغ وفاسيلي غروسمان. القصة المحددة جزء من تقرير بعنوان» إبادة يهود لفيف.